# Peter Hermann
Pour les articles homonymes, voir Hermann.
Peter Hermann  de son vrai nom Karl Peter Frederic Albert Hermann, né le 15 août 1967 à New York, est un acteur et écrivain américano-allemand.
Il est surtout connu pour avoir joué le rôle de l’avocat de la défense Trevor Langan dans la série télévisée New York, unité spéciale et le rôle de Charles Brooks dans la série télévisée Younger.

## Biographie

### Vie privée
Depuis 2002, il est en couple avec l'actrice Mariska Hargitay qu'il a rencontrée sur le tournage de la série New York, unité spéciale, connue pour tenir le rôle principal d’Olivia Benson. Ils se sont mariés le 28 août 2004 à Santa Barbara en Californie.
Ils ont ensemble trois enfants : August Miklos Friedrich Herman, né le 28 juin 2006 qui est leur fils biologique, ainsi que Amaya Joséphine Hermann, née le 29 mars 2011 et Andrew Nicolas Hermann, né le 10 juillet 2011, qui ont été adoptés.

## Filmographie

### Cinéma
- 2002 : Swimfan
- 2006 : The Treatment : Steve
- 2006 : Vol 93 : Jeremy Glick (en)
- 2010 : Hors de contrôle de Martin Campbell : Sanderman
- 2010 : Love and Game (Just Wright) de Sanaa Hamri : Dr. Taylor
- 2011 : Our Idiot Brother de Jesse Peretz : Terry
- 2011 : In the Family de Patrick Wang : Dave Robey
- 2012 : Une nouvelle chance de Robert Lorenz : Greg
- 2013 : All Is Bright (en) de Phil Morrison (en) : Monsieur Tremblay
- 2013 : Casse-tête chinois de Cédric Klapisch : John
- 2013 : Philomena de Stephen Frears : Pete Olsson

### Télévision

#### Séries télévisées
- 1997–1998 : Haine et Passion : Dr. Michael Burke (42 épisodes)
- 1999 : La Famille Green : David (3 épisodes)
- 2002–2022 : New York, unité spéciale : Trevor Langan (35 épisodes)
- 2005 : Beautiful People : Luke Dalton (6 épisodes)
- 2006 : Angela's Eyes : Peter Wagner (4 épisodes)
- 2007 : 30 Rock : Grayl (saison 1, épisode 11)
- 2008 : Cashmere Mafia : Davis Draper (7 épisodes)
- 2008 : Fringe : Grant (saison 1, épisode 3)
- 2009 : Bored to Death : Gary (saison 1, épisode 2)
- 2010 : The good wife : le Juge Derek Shickel (saison 1, épisode 22)
- 2011 : Onion SportsDome (en) : Scott Masters (saison 1, épisodes 1 et 8)
- 2011–2012 : A Gifted Man : Harrison Curtis (5 épisodes)
- 2012 : FBI : Duo très spécial : Wilson Mailer (saison 4, épisode 4)
- 2012–2019 : Blue Bloods : Jack Boyle (10 épisodes)
- 2013 : Elementary : Détective Craig Basken (saison 2, épisode 6)
- 2014 : The Michael J. Fox Show : Jeremy (saison 1, épisode 17)
- 2015–2021 : Younger : Charles Brooks (récurrent saison 1, principal depuis la saison 2 - 61 épisodes)
- 2018 : Instinct : Russell Wright (saison 1, épisode 7)
- 2019 : Modern Love : Philippe (saison 1, épisode 8)
- 2023 : And Just Like That... : George Campbell

#### Téléfilms
- 2011 : Too Big to Fail : Débâcle à Wall Street de Curtis Hanson : Christopher Cox